# Saint-Pey-de-Castets
 Saint-Pey-de-Castets  là một xã thuộc tỉnh Gironde trong vùng Aquitaine tây nam nước Pháp. Xã này nằm ở khu vực có độ cao trung bình 93 mét trên mực nước biển.